# Erythroxylum corymbosum
Erythroxylum corymbosum là một loài thực vật có hoa trong họ Erythroxylaceae. Loài này được Boivin ex Baill. mô tả khoa học đầu tiên năm 1886.